# Cheilanthes praetermissa
Cheilanthes praetermissa är en kantbräkenväxtart som beskrevs av D.L.Jones. Cheilanthes praetermissa ingår i släktet Cheilanthes och familjen Pteridaceae. Inga underarter finns listade.